# Jan de Boer (gymnast)
 Der er flere personer med dette navn, se Jan de Boer.
Jan de Boer (født 15. februar 1859, i Nieuwe Pekela, død 8. juni 1941, i Amsterdam) var en nederlandsk gymnast som deltog under Sommer-OL 1908.
Han var en del af de nederlandske gymnastikhold, som kom på en syvendeplads under Sommer-OL 1908 i holdkonkurrencen for mænd.